# Rainer Müller (Radsportler)
Rainer Müller (* 30. Juli 1946 in Berlin) ist ein ehemaliger deutscher Radrennfahrer.

## Sportliche Laufbahn
Rainer Müller war Ende der 1960er und zu Beginn der 1970er Jahre gemeinsam mit seinem Clubkameraden Jürgen Barth der beste bundesdeutsche Bahnfahrer im Tandemrennen. Allein viermal wurden die beiden zwischen 1968 und 1972 gemeinsam deutsche Meister. Ihr größter Erfolg war der erste Platz bei den UCI-Bahn-Weltmeisterschaften 1970 in Leicester. 1969 und 1971 errang das Duo vom RC Charlottenburg zudem den Titel der Vize-Weltmeister. 1970 fuhr Müller bei den Weltmeisterschaften auch ein starkes Turnier im Sprint, er schaffte es bis ins Achtelfinale, wobei er den ehemaligen Weltmeister Omar Pchakadse bezwang.
1972 startete Müller mit Barth bei den Olympischen Sommerspielen im Tandemrennen und belegte einen geteilten Rang fünf.

## Nach dem aktiven Sport
Nach dem Ende seiner aktiven Radsportlaufbahn war Müller als Geschäftsmann in der Verpackungsindustrie tätig. Er ist Ehrenmitglied seine Vereins RC Charlottenburg, bei dem er sich weiterhin engagiert.

## Ehrungen
1970 wurden Rainer Müller und Jürgen Barth mit dem Goldenen Band der Sportpresse ausgezeichnet.

## Erfolge
1969
- Amateur-Weltmeisterschaft – Tandemrennen (mit Jürgen Barth)
- Deutscher Amateur-Meister – Tandemrennen (mit Jürgen Barth)

1970
- Amateur-Weltmeister – Tandemrennen (mit Jürgen Barth)
- Deutscher Amateur-Meister – Tandemrennen (mit Jürgen Barth)

1971
- Amateur-Weltmeisterschaft – Tandemrennen (mit Jürgen Barth)

1972
- Deutscher Amateur-Meister – Tandemrennen (mit Jürgen Barth)